# Chaillé-les-Marais
Chaillé les Marais là một xã ở tỉnh Vendée trong vùng Pays de la Loire, Pháp. Xã này có diện tích 39,96 km², dân số năm 2006 là 1782 người. Xã này nằm ở khu vực có độ cao trung bình 19 mét trên mực nước biển.

## Biến động dân số
| Năm | 1962  | 1968  | 1975  | 1982  | 1990  | 1999  | 2006  |
| --- | ----- | ----- | ----- | ----- | ----- | ----- | ----- |
| Dân số | 1 330 | 1 443 | 1 292 | 1 486 | 1 553 | 1 599 | 1 782 |
| From the year 1962 on: No double counting—residents of multiple communes (e.g. students and military personnel) are counted only once. |       |       |       |       |       |       |       |